# Rostkovia
Rostkovia es un género con dos especies de plantas herbáceas perteneciente a la familia de las juncáceas. Es originario de Nueva Zelanda y del sur de Sudamérica y Ecuador.

## Especies
- Rostkovia magellenica (Lam.) Hook.f., Fl. Antarct. 1: 814 (1844).
- Rostkovia tristanensis Christoph., Results Norweg. Sci. Exped. Tristan da Cunha 11: 3 (1944).